# کیزرای
کیزرای (انگلیسی: Kizray) یک شهرک در شهرستان ملئوزوفسکی استان باشقیرستان کشور روسیه است.